# Thomas Kuhn
Thomas Samuel Kuhn (Cincinnati, Ohio, 18. srpnja 1922. – Cambridge, Massachusetts, 17. lipnja 1996.), američki intelektualac, povjesničar znanosti i filozof. Jedan od najutjecajnijih intelektualaca, povjesničara i filozofa znanosti 20. stoljeća. Njegova knjiga Struktura znanstvenih revolucija iz 1962. postala je nezaobilaznim klasikom znanstvenika i teoretičara znanosti, a njezin je utjecaj na širu intelektualnu javnost i na popularizaciju znanosti neprocjenjiv.

## Život
Sin inženjera Samuela Kuhna i Annette Stroock rođen je 18. srpnja 1922. u Cincinnatiju. Diplomirao je fiziku na Harvardu 1943. a magisterij i doktorat iz fizike položio je na istome sveučilištu 1946. odnosno 1949. godine, na kojemu je i predavao u različitim zvanjima sve do 1956. Od 1956. do 1964. predavao je kao profesor za povijest znanosti na Berkeleyu, a od 1964. do 1979. na Princetonu. Godine 1979. do umirovljenja predaje na MIT-ju. Tijekom karijere stekao je brojne nagrade, poput George Sarton Medal za povijest znanosti (1982), i počasne doktorate na Sveučilištu Notre Dame, Columbia, Chicago, kao i na sveučilištima u Padovi i Ateni.
Preminuo je od raka u svom domu 17. lipnja 1996. u 73. godini života. 

## Kuhnovo djelo
Kuhn je napisao tri knjige: prvu, The Copernican Revolution godine 1957. koja se vrlo rijetko citira, The Structure of Scientific Revolutions, u ediciji Enciklopedije ujedinjenih znanosti 1962. godine, čiji su urednici bili mahom pozitivisti Bečkoga kruga, i treću, The Essential Tension godine 1977. u kojoj je sakupio svoje najznačajnije dotad objavljene članke. Ta je treća knjiga, nastala kao plod nagovora izdavača iz njemačke izdavačke tvrtke Suhrkamp,  zapostavljena, dijelom zbog toga što se glavnina rasprava o Kuhnovim novim pojmovima i koncepcijama, poput onih o “znanstvenim revolucijama”, o “normalnoj znanosti”, o “paradigmama” i “inkomenzurabilnosti” odvijala tijekom sedamdesetih godina, kada su vođene vrlo plodne i značajne rasprave s u to vrijeme najpoznatijim filozofima znanosti, Karlom Popperom, I. Lakatosem, S. Toulminom, J. Watkinsom, P. Feyerabendom i drugima. Plod tih rasprava je za povijest i filozofiju znanosti nezaobilazna knjiga Criticism and the Growth of Knowledge, urednika I. Lakatosa i A. Musgravea iz 1970. godine, knjiga u kojoj Kuhn u svoja dva članka “Logika otkrića ili psihologija istraživanja” i “Odgovor mojim kritičarima” pojašnjava svoje koncepcije i polemizira protiv isuviše krutog i po Kuhnu pogrešnog racionalističkog i falsifikacionističkog kriterija Karla Poppera i njegovih gorenavedenih sljedbenika. I Nijemci su do objavljivanja The Essential Tension već vodili brojne rasprave o Kuhnu. Rezultat tih rasprava jesu brojne knjige, od kojih vrijedi spomenuti Theorien der Wissenschaftgeschichte. Beitraege zur diachronen Wissenschaftstheorie, urednika W. Diedericha, u kojemu su uz Kuhnove prijevode objavljeni prilozi vodećih njemačkih filozofa znanosti, W. Stegmuellera, W. Krohna, G. Boehmea i L. Kruegera, kao i Theorie und Realitaet, urednika Hansa Alberta (Mohr & Siebeck, Tuebingen 1972), s prilozima E. Topitcha, J. Kempskog, E. Nagela, E. Gellnera, K. Poppera i brojnih drugih teoretičara znanosti.
Whigovska, strogo progresistička povijest znanosti, povjesničaru je znanosti postavljala dvije jednostavne i neambiciozne zadaće: da otkrije tko je i kada otkrio neku teoriju ili zakon, i da opiše i objasni kako je dolazilo do pogrešaka ili inhibicija za razvoj znanosti. Na taj način pisana povijest znanosti bila je “poput loše pisanog turističkog vodiča”, kako kaže Kuhn. Ona je bila nezanimljiva, jer je pretpostavljala da se unaprijed zna što je relevantno a što ne, pa je znanstvenik iz povijest znanosti uzimao što god mu se činilo relevantno za ilustraciju njegove teze, ali što je još važnije, ona je zanemarivala vrlo bitan vankognitivni kontekst relevantan za nastanak određenog otkrića. Povjesničar, za razliku od djelatnog znanstvenika koji je unaprijed znao odgovore, nije mogao jednoznačno odgovoriti na pitanja: “Tko je otkrio kisik?” ili “tko je prvi zamislio konzervaciju energije”, jer je za takva otkrića bilo potrebno da primjerice Lavoisier zna da u epruveti ima kisik, da objasni načelo dobivanja supstance i napokon da točno imenuje tvar koju je otkrio. Unatoč općem znanstvenom uvjerenju da je “kisik otkrio Lavoisier”, u brojnim sličnim primjerima koje navodi Kuhn, barem jedan od tih uvjeta nije bio zadovoljen, a katkada nije bio ispunjen ni jedan. Osim toga, za povjesničare je bilo puno teže odrediti granicu između čisto znanstvene komponente uvjerenja, od onoga što se zove greškom ili praznovjerjem. Ako je “čista” znanost bila sklona aristotelovsku dinamiku, flogistonsku kemiju ili neku drugu odbačenu teoriju smatrati mitom i praznovjerjem, povjesničar će morati utvrditi “da su ti mitovi bili proizvedeni istim metodama i vrstama razloga kojima se i danas rukovode znanstvenici. Ako se pak te teorije zovu znanošću, onda znanost uključuje korpuse vjerovanja nesumjerljive s onima što ih danas smatramo znanstvenim.” Povjesničar će između te dvije alternative morati izabrati potonju. Teorije nisu neznanstvene samim time što su odbačene. Ali u tom slučaju znanstveni razvoj nije puki proces akumulacije. Moguće su i brojne stranputice, nazadak, intelektualna stagnacija, a katkada je upravo ta putanja preduvjet za novi radikalni početak. “Čini se da znanost, kada joj se priđe iz povijesnih izvora, izgleda bitno drukčija od znanosti koju podrazumijeva znanstvena pedagogija i eksplicitni standardi filozofskih objašnjenja znanstvene metode”.
Ova promjena perspektive dovela je do vrlo radikalnih posljedica, do povjesničarske “revolucije”, tvrdi Kuhn. Povijest vlastite intelektualne revolucije Kuhn datira u godinu 1947. Čitajući Aristotelovu Fiziku ona mu se činila toliko apsurdnom da je shvatio kako da ne može biti riječ naprosto o lošoj Newtonovskoj fizici, već o bitno drukčijoj fizici. Lekcija koju je naučio glasi: “Prvo, ima mnogo načina čitanja teksta, a oni najprihvatljiviji modernom čitatelju često su neprimjereni kada ih primijenimo na prošlost. Drugo, plastičnost teksta ne znači da su sva čitanja istovrijedna, jer su neka (ili na kraju, kako se nadamo, samo jedno) puno prihvatljivija i dosljednija od drugih... Kada čitamo djela važnih mislilaca, prvo pronađite očite apsurde u tekstu i zapitajte se kako je moguće da ih je razumna osoba napisala. Kada nađete odgovor, kada vam ti odlomci počinju zadobivati smisao, shvatit ćete da su oni središnji odlomci, za koje ste dotad mislili da ih razumijete, promijenili smisao.”
Ovaj autobiografski navod vjerojatno je i Kuhnu poslužio u tvorbi jednog od njegovih središnjih pojmova za objašnjenje znanstvenoga kretanja, a nama će poslužiti kao ilustracija tzv. Gestalt-switcha, ili bitnog perceptivnog pomaka u razumijevanju, opažanju i tumačenju identične činjenice. Svi radikalni napredci u povijesti znanosti, barem su dijelom posljedica takvog pomaka, pri kojemu znanstvenici određeni korpus opaženih podataka počinju tumačiti u bitno drukčijem teorijskom i vanteorijskom kontekstu. Poput Kuhnova čitanja Aristotela, znanstvenici u rijetkim, ali doista izuzetnim trenucima znanstvene povijesti kreiraju ili susreću takvu “globalnu vrstu promjene u ljudskoj percepciji prirode i u primjeni jezika na nju, promjenu koja se ne može točno opisati time što ćemo reći da je stvorena dodavanjem postojećem znanju ili postupnom korekcijom pogrešaka.” Takvi izuzetni trenuci, u kojima dotad korišteni rječnik poprima različite denotacije i konotacije, smisao i vrijednost, zovu se znanstvene revolucije
Pitanja koja su se od tada postavljala povjesničaru više nisu bila primjerice kako je Newtonova mehanika slijedila iz Galileove, već kakav je bio odnos Galileja i njegovih suvremenika, prethodnika i učenika, odnosno kako je bilo moguće da jedan novi znanstveni pristup postane dominantan. Drugim riječima, za procjenu “racionalnosti” Galileovih teza, u povijesno je istraživanje potrebno uključiti i socijalne i psihološke faktore. Zaključci koje neki znanstvenik izvodi ovise i o njegovom prethodnome znanju i o slučajnostima, i o njegovom psihološkom sklopu, kao i o zajednici koja je više ili manje sposobna razumjeti, prihvatiti i odbaciti ponuđena teorijska tj. znanstvena rješenja. Povjesničar sada mora razmotriti kontekst “razumljivosti teorije” ili rječnika, da bi shvatio veličinu promjene nastale zamjenom jedne bitne teorije drugom. Da bismo shvatili teoriju nekog vremena, “svi mi moramo prakticirati hermeneutičku metodu”; nije dovoljno poznavati samo danas vladajuća, “racionalna” ili “znanstvena” uvjerenja.
Kako se “klasičnost” Kuhnove koncepcije izvedene u Strukturi znanstvenih revolucija kod nas ne može smatrati općepoznatom, prije negoli krenem u razmatranje njegovih manjepoznatih djela, potrebno je ponoviti u čemu se sastoji njezina zanimljivost i radikalnost.
Za razliku od dominantnih, tzv. kumulativnih teorija o rastu znanja, koje tvrde da se teorije mijenjaju i unaprijeđuju gomilanjem znanja, nadomještanjem starijih teorija novijima, tj. teorijama koje osim novih činjenica tj. podataka mogu objasniti i sve činjenice objašnjene prethodnim teorijama, ili sukcesivnim uvećanjem broja opaženih podataka iz kojih se izvode sve šire generalizacije, Kuhn je tvrdio da se razvoj znanosti odvija diskontinuirano. Znanost je “serija mirnih interludija koje mjestimično prekidaju intelektualno burne revolucije”. A u tim revolucijama “jedan se konceptualni svjetonazor zamjenjuje drugim”. To diskontinuirano kretanje znanosti odvija se u tri faze: u predrevolucionarnome razdoblju znanstvenici osjećaju da je za neku količinu disperznih podataka, ili anomalija s obzirom na postojeća očekivanja, potreban izvjestan sustav, ili kako to teoretičari znanosti danas kažu, objašnjavalačko obećanje. Kada količina neuklopljenih činjenica i nezadovoljstvo ponuđenim teorijskim rješenjima prijeđe određenu granicu, nastupa doba krize. U vrijeme krize znanstvenici nude razne alternativne i konkurirajuće načine rješavanja problema. Kada se jedno od tih rješenja nametne kao najbolje, tj. kada osim objašnjenja već ustanovljenih činjenica ponudi i mogućnost sistematizacije za otkrića do kojih tek treba doći, nastaje razdoblje znanstvene revolucije. Newtonova je mehanika primjerice a. ponudila sistematizaciju (uklapanje) dosadašnjih činjenica; b. generalizaciju koja će omogućiti potragu za novim podacima u sferi nebeske mehanike; c. ali što je možda najvažnije, ona je ponudila teorijsko obećanje da će pomoću istih zakona moći riješiti probleme gibanja svih tijela ili čestica, pa se potencijalno mogla primijeniti na teorijske discipline i fenomene koje nije primarno rješavala: na magnetizam, gibanje svjetlosti, kaloriku, termodinamiku i sl. Takva nova paradigma, odnosno teorijska shema, revolucionarna je po tome što velik broj znanstvenika odjednom pokušava uklopiti svoja specijalistička znanja u predloženi globalni teorijski korpus, ali posebno po tomu što znanstvenici odjednom cijeli niz dotad neobjašnjenih fenomena pokušavaju objasniti uz pomoć ponuđene matrice. Razdoblje tog uklapanja i istraživanja u svjetlu novih generalizacija, Kuhn naziva normalnom znanošću. Normalna je znanost rješavanje zagonetki, tj. popunjavanje unaprijed zadane paradigmatske sheme. Normalna znanost razlikuje se od “revolucionarne” po tomu što ne nudi rješenja za razne teorijske discipline, ona je po svome opsegu i dosegu lokalna. Riječ je o problemima i eksperimentima koji katkada zanimaju samo pojedince. U tom razdoblju znanstvenici ne sumnjaju u istinitost paradigme. Međutim, upravo dogmatizam prema paradigmi s kojom rade, omogućuje otkrivanje neočekivanih podataka, tzv. anomalija. Otkrivanje pojedinačnih anomalija (poput Merkurovog perihela za Newtonovu paradigmu) nije dovoljno za odbacivanje paradigme. “Normalni znanstvenik” preispituje vlastite nalaze, izvodi ponovne eksperimente, on za sada nema potrebu prestrukturirati cijeli korpus stečenih znanja. Tek kada broj anomalija, odnosno fenomena za koji paradigma ne nudi rješenje, naraste do izvjesnog broja, kada primijete da primjerice Newtonova paradigma ne objašnjava fenomen magnetizma, termodinamičke procese, fenomen valnog gibanja svjetlosti, i kada se njihove hipoteze ili zakoni kojima objašnjavaju te fenomene ne uklapaju u paradigmu, znanstvenici počinju tražiti alternativna rješenja globalne naravi. Tada ponovno nastaje kriza.
Primjer rješavanja problema u području mehanike najevidentniji je, jer je nudio rješenja i u drugim područjima. Ali paradigme mogu biti i “lokalnije”. Kemija nakon otkrića kisika, termodinamika nakon Carnotovoga parnog stroja postale su bitno drukčije discipline.
Utjecaj Kuhnove koncepcije o potrebi znanstvenika da barataju jednim više-manje obuhvatnim korpusom generalizacija i objašnjavalačkih obećanja, njegovo uvjerenje da te paradigme nisu samo teorijski sustavi, već i sustavi znanstvenih, metodoloških i socijalnih vrijednosti, bio je golem. Filozofi su počeli govoriti o “postempirističkom stavu prema teorijama”. Nudila su se alternativna imena za koncepciju koja je ustvari bila Kuhnova. Još pred deset godina, skupina teoretičara znanosti pod vodstvom Larryja Laudana, analizom skupa vodećih teorija o znanosti došla je do zaključka da se one slažu u 17 točaka, koje sve možemo pripisati Kuhnu: jedinice znanstvene promjene dugotrajne su pojmovne strukture, one se odbacuju rijetko, ali gotovo nikada samo zbog empirijskih poteškoća. Činjenice ne određuju u potpunosti izbor teorija, već na nj utječu metafizički, teološki i drugi neznanstveni faktori; ne postoje neutralna opažanja u znanosti, ona ovise o teoriji; stvaranje nove teorije nije slučaj proces, on najčešće ovisi o heuristici ili skupu globalnih uputa; vodeće pretpostavke nikada se ne napuštaju ako ne postoji novi skup koji bi ih mogao zamijeniti; kasniji skup vodećih pretpostavki rijetko uspijeva uključiti sve objašnjavalačke uspjehe svoga prethodnika; prihvaćanje drugorazredne teorije zasniva se na uspjehu vodećih pretpostavki na kojima počiva itd.
Međutim to povlađivanje nije bilo univerzalno. U prvoj fazi kritike najžešći su bili Popperijanci. Popper je govorio protiv “normalne znanosti”, jer je ona po Kuhnu uključivala dogmatsko prihvaćanje paradigme, što je po Popperu, zbog njegova “naivnog falsifikacionizma” tj. zahtjeva da se odbaci svaka generalizacija za koju je pronađena opovrgavajuća instanca, neracionalno. Čini se međutim, da se većina popperijanaca u polemici s Kuhnom, više ili manje prihvatila Kuhnovu filozofiju. Lakatos je oblikovao filozofiju “metodološko istraživačkih programa”, s čvrstom jezgrom i zaštitnim omotačem teorija, koja u mnogočemu nalikuje na Kuhnove paradigme. Feyerabend je prihvatio važnost socijalnih faktora i od tada na njima inzistirao. Isto vrijedi i za Toulmina, Holtona, Watkinsa i druge. Međutim, u toj se raspravi rodio argument koji će postati standardna meta napada na Kuhna. Riječ je o optužbi za iracionalizam. Prije negoli obradimo tu drugu fazu kritike, vratimo se još jednom pojmu paradigme.
Kontekst u kojemu je neka teorija razumljena kao smislena ili racionalna, ili pak, teoriju koja pretpostavlja određeni korpus znanja, vjerovanja i značenja kao samorazumljiv i zadan, i iz koje je tek moguće shvatiti na koje se činjenice ili predviđanja ona odnosi, Kuhn zove “paradigmom”. Tako definirana paradigma ima brojna značenja. Margaret Masterman (Lakatos/Musgrave, 1970) ustanovila je da Kuhn u svojoj Strukturi koristi najmanje 21 značenje riječi paradigma, odnosno 21 definiciju tog ključnog pojma. Riječ je o sljedećim značenjima tj. definicijama: univerzalno prihvaćeno znanstveno dostignuće; mit; globalna filozofija tj. sklop bitnih pitanja; klasično djelo ili udžbenik; cijela jedna tradicija ili “model”; obično znanstveno dostignuće; analogija; uspješna metafizička spekulacija; prihvaćena zdravorazumska uputa; izvor za proizvodnju oruđa; standardna ilustracija; skup karata pun anomalija; tvornica za izradu strojeva; gestaltistička figura koja se može vidjeti na dva načina; skup političkih institucija; standard primijenjen na “kvazi-metafiziku”; načelo organizacije kojom se rukovodi percepcija; opće epistemološko stajalište; novi način sagledavanja stvarnosti; i napokon, “nešto što određuje vrlo široko polje stvarnosti”. Mastermanova navedene različitosti klasificira u tri kategorije: prvo bitno značenje “paradigme” je metafizičko: riječ je o “skupu uvjerenja”, uspješnoj metafizičkoj spekulaciji, standardu ili modelu za percepciju i projekciju. Drugo značenje je sociološko: univerzalno prihvaćeno znanstveno rješenje, skup institucija, prihvaćena sudska odluka. Napokon, treće skup značenja obuhvaća konstruirane paradigme ili artefakte: klasična djela, koja pružaju oruđa, instrumente, gramatičku paradigmu ili dominirajuću gestalt figuru.
Kuhn se u svojim odgovorima ispričava zbog nedovoljne preciznosti, te uvodi dodatni pojam “disciplinarne matrice”. Ali smisao je u oba slučaja jasan: presudno da je standard ili model koji prihvaća znanstvena zajednica ujedno i znanstveni i socijalni. Riječ je o cirkularnoj definiciji paradigme: paradigma je ono što izabire određena znanstvena zajednica kao uputu za rješavanje znanstvenih i tehnoloških zadaća, a zajednica je skup znanstvenika (široko shvaćeno) koji su izabrali paradigmu. Socijalnost je dakle bitna komponenta paradigme i same znanosti. Pojedinačni znanstvenik koji ne bi bio razumljen ne bi bio znanstvenik i ne bi mogao pridonijeti znanstvenome razvoju.
Zbog uvođenja socijalnosti u razumijevanje znanstvenoga kretanja, Kuhna su često proglašavali “iracionalistom” i zastupnikom “psihologije rulje (svjetine)”. Tvrdili su da je za njega znanost sve ono što “rulja” smatra znanošću i ništa više od toga. Izolirano čitanje nekih Kuhnovih rečenica daje povoda za takve optužbe. Kuhn recimo tvrdi: “Upravo odbacivanje kritičkog diskurza obilježava tranziciju prema znanosti.” Ili: “premda je logika moćna i na koncu konca osnovno sredstvo znanstvenoga istraživanja, mi možemo imati zdravu spoznaju u oblicima na koje se logika jedva može primijeniti”. Ili: “Nikakav ekskluzivno logički kriterij ne može u potpunosti diktirati zaključke do kojih (znanstvenik) mora doći.” (Lakatos/Musgrave, 1970:6; 1970:16; 1970:19).
Ali središnji argument na kojemu se temelji optužba za iracionalizam, leži u Kuhnovom uvjerenju da su paradigme “inkomenzurabilne” tj. nesumjerljive. Prijelaz iz jedne paradigme u drugu nije kontinuiran, tj. komenzurabilan, jer se sustav značenja pojmova koji se koristio u prošloj paradigmi bitno promijenio. Nije moguće zadržati oba sustava značenja. Pojam kretanja primjerice bitno je drukčiji u Aristotelovskoj i Galilejevoj fizici. Nije moguće zadržati oba. Stoga je razumijevanje neke paradigme moguće samo uz pomoć gestalt-switcha. I zbog toga svaka paradigma oblikuje ne samo posebni znanstveni svjetonazor nego i posebni “svijet” na koji se odnosi njezin sustav značenja.
U svojoj knjizi Representing and Intervening (1983), poznati suvremeni teoretičar znanosti Ian Hacking navodi tri oblika (Kuhnovske) nesumjerljivosti: tematska nesumjerljivost, disocijacija, i nesumjerljivost značenja. Prva pretpostavlja da znanstvenici koji barataju različitim paradigmama obrađuju različite probleme. Disocijacija je vrsta nesumjerljivosti u kojoj nemamo nikakvoga kriterija za razumijevanje onoga što je pisac htio reći. Navedene vrste ne predstavljaju problem. U prvoj je transparadigmatsko prevođenje samorazumljivo, u drugoj je potpuno nemoguće. Pravi problem leži u trećoj vrsti nesumjerljivosti, u nesumjerljivosti značenja. Kako je moguće, pitaju se mnogi današnji teoretičari znanosti (primjerice D. Davidson i M. Dewitt), tvrditi da su paradigme “nesumjerljive”, tj. da značenja jedne sheme ili paradigme budu neprevediva u drugu, a da pri tome autor te tvrdnje ne razumije obje. Ako ih pak razumijemo obje, onda je to dokaz da je prevođenje među paradigmama moguće. A to onda znači da ne može biti riječi o “različitim svjetovima”, kako je tvrdio Kuhn, već isključivo o različitim, ali načelno razumljivim i prevodivim formulacijama starijih paradigmi. I upravo zbog te razumljivosti i prevodivosti znanje može rasti.
Kuhn naravno svoju tezu o “različitim svjetovima” koristi kao metaforu, kako bi istaknuo cjelovitu, holističku promjenu koja se odvija kada promijenimo sustav značenja ili paradigmu. Ta je promjena nalik na dvostrukost gestaltističke percepcije. Mi možemo vidjeti Esherovu kocku i kao udubljenu i kao izbočenu; mi možemo vidjeti Wittgensteinovu patku-zeca i kao patku i kao zeca, ali ne možemo vidjeti oba lika istodobno. Kao što se naša percepcija u nekom trenutku odlučuje za jedno ili drugo, tako se i naš kognitivni svjetonazor mora odlučiti u izboru različitih paradigmi. Mi možemo razumjeti Aristotelovu fiziku (u cijelosti) samo ako napustimo danas vladajuća fizikalna uvjerenja, i obrnuto.
Pojmovi znanstvene revolucije, normalne znanosti, inkomenzurabilnosti i gestalt switcha postali su standardnim dijelom znanstvenog i filozofskog rječnika. Manje je međutim poznato zbog čega je Kuhn toliko inzistirao na socijalnosti znanosti, na komponenti na kojoj su suvremeni sociolozi znanosti (D. Bloor, B. Barnes, S. Woolgar, B. Latour) izgradili svoje koncepcije, a koju su filozofi tako oštro kritizirali. Tu je komponentu Kuhn posebno tematizirao u svojoj kompilaciji radova pod naslovom The Essential Tension (1977). Osnovna tenzija, kaže Kuhn u članku pod istim imenom, jest napetost između znanstvene potrebe za dogmatičnošću i kreativnošću, ili točnije između nužnosti da se bude oboje istodobno. To je bitno normativno obilježje Kuhnove filozofije u inače vrlo deskriptivnoj povijesti znanosti. Znanosti postaju zrele tek kada prođu fazu preispitivanja vlastitih temelja. U tome se i razlikuju od filozofije. Barem neke premise vlastite struke one moraju prihvatiti dogmatski kako bi rješavali novonastale probleme. Upravo je zato nužno potrebna “normalna znanost”. Normalna znanost ne bi bila moguća kada bismo stalno preispitivali paradigmu, kada bismo se ponašali poput filozofa. Za normalnu je znanost (tj. znanost općenito) nužan jedan skup “općeprihvaćenih” znanja koji se prenosi obrazovanjem, kako bi znanstvenici mogli djelovati u zajedničkom horizontu očekivanja, odnosno kako bi mogli međusobno testirati svoja djela. Kada to ne bi bilo tako, kada bi svaki znanstvenik raspolagao svojim sustavom vrijednosti, stalno bi se vrtio u začaranom krugu, a drugima ne bi pružio mogućnost testiranja vlastitih dostignuća. Pravi znanstveni problemi mogući su tek kada znanstvenici ne uspiju riješiti svoje zagonetke u okvirima onoga što su naučili iz svojih udžbenika. Ali da bi do tih problema došli, oni moraju dijeliti znanja iz tih udžbenika.
Sasvim je točno da znanost mora biti i kreativna. Ali revolucionarni događaji, koji zahtijevaju vrhunce znanstvene kreativnosti iznimno su rijetki. Svaka filozofija koja samo na kreativnosti gradi svoj razlog postojanja, zanemaruje upravo onu najbitniju, normalnu komponentu znanosti. A znanstveni odgoj koji zanemari jedan od polova “osnovne tenzije”, neće biti plodan. I u tome oblikovanju standarda koji će poslužiti odgoju novih znanstvenih generacija leži važnost normativnog aspekta povijesti znanosti i Kuhnovog poimanja paradigmi i znanstvene promjene.